# Дискографія Світлани Лободи
Дискографія співачки Світлани Лободи.

## Альбоми

### Студійні альбоми
| Назва          | Деталі                                                                              | Сертифікація          | Продажі          |
| -------------- | ----------------------------------------------------------------------------------- | --------------------- | ---------------- |
| Ты не забудешь | - Випущений: 25 вересня 2005 - Лейбл: Ukrainian Records - Формат: Cass, CD, Digital |                       |                  |
| Не ма4о        | - Випущений: 15 квітня 2008 - Лейбл: Moon Records - Формат: CD, DVD, Digital        |                       |                  |
| H2Lo           | - Випущений: 24 березня 2017 - Лейбл: Sony Music - Формат: CD, LP, Digital          | - МФФІ: 3× Платиновий | - RUS: 3× 20,000 |
| Sold out       | - Випущений: 14 грудня 2019 - Лейбл: Sony Music - Формат: Digital                   | - МФФІ: 3× Платиновий | - RUS: 3× 20,000 |

### Концертні альбоми
| Назва          | Деталі                                                            |
| -------------- | ----------------------------------------------------------------- |
| Superstar show | - Випущений: 17 жовтня 2020 - Лейбл: Sony Music - Формат: Digital |

### Реміксові альбоми
| Назва           | Деталі                                                            |
| --------------- | ----------------------------------------------------------------- |
| Чёрный ангел    | - Випущений: 19 травня 2006 - Лейбл: Moon Records - Формат: CD    |
| Постой, мущина! | - Випущений: 18 листопада 2006 - Лейбл: Moon Records - Формат: CD |
| Boom Boom       | - Випущений: 7 жовтня 2020 - Лейбл: Sony Music - Формат: Digital  |

### Збірні альбоми
| Назва            | Деталі                                                         |
| ---------------- | -------------------------------------------------------------- |
| Anti-crisis girl | - Випущений: 17 травня 2009 - Лейбл: Moon Records - Формат: CD |

## Пісні

### Сингли
| Рік                                         | Назва                                        | Найвища позиція в чарті | Найвища позиція в чарті | Найвища позиція в чарті | Найвища позиція в чарті | Найвища позиція в чарті | Сертифікація       | Альбом            |
| Рік                                         | Назва                                        | UKR                     | GRE                     | RUS                     | SWE                     | UK                      | Сертифікація       | Альбом            |
| ------------------------------------------- | -------------------------------------------- | ----------------------- | ----------------------- | ----------------------- | ----------------------- | ----------------------- | ------------------ | ----------------- |
| 2009                                        | «Be my Valentine!»                           | 1                       | 9                       | —                       | 46                      | 167                     |                    | Anti-crisis girl  |
| 2010                                        | «Жить легко»                                 | 4                       | —                       | —                       | —                       | —                       |                    | Сингл без альбому |
| 2010                                        | «Сердце бьётся» (за участю Макса Барських)   | 12                      | —                       | —                       | —                       | —                       |                    | Сингл без альбому |
| 2010                                        | «Революция»                                  | 3                       | —                       | —                       | —                       | —                       |                    | Сингл без альбому |
| 2011                                        | «Спасибо»                                    | 10                      | —                       | —                       | —                       | —                       |                    | Сингл без альбому |
| 2011                                        | «На свете»                                   | 1                       | —                       | —                       | —                       | —                       |                    | Сингл без альбому |
| 2012                                        | «Облака»                                     | 1                       | —                       | —                       | —                       | —                       |                    | Сингл без альбому |
| 2012                                        | «40 градусов»                                | 1                       | —                       | 58                      | —                       | —                       |                    | Сингл без альбому |
| 2013                                        | «Под лёд»                                    | 1                       | —                       | —                       | —                       | —                       |                    | Сингл без альбому |
| 2013                                        | «Город под запретом»                         | 2                       | —                       | 99                      | —                       | —                       |                    | Сингл без альбому |
| 2014                                        | «Смотришь в небо» (за участю Emin)           | 1                       | —                       | 78                      | —                       | —                       |                    | Начистоту         |
| 2014                                        | «Не нужна»                                   | 13                      | —                       | —                       | —                       | —                       |                    | H2Lo              |
| 2015                                        | «Пора домой»                                 | 1                       | —                       | 40                      | —                       | —                       |                    | Сингл без альбому |
| 2015                                        | «Облиш»                                      | —                       | —                       | —                       | —                       | —                       |                    | Сингл без альбому |
| 2016                                        | «К чёрту любовь»                             | 1                       | —                       | 25                      | —                       | —                       |                    | H2Lo              |
| 2016                                        | «Твои глаза»                                 | 2                       | —                       | 1                       | —                       | —                       | - МФФІ: Платиновий | H2Lo              |
| 2017                                        | «Текила-любовь»                              | —                       | —                       | —                       | —                       | —                       |                    | H2Lo              |
| 2017                                        | «Случайная»                                  | 13                      | —                       | 15                      | —                       | —                       |                    | H2Lo              |
| 2017                                        | «ТвоиГлазаТуманы» (за участю Макса Барських) | —                       | —                       | —                       | —                       | —                       |                    | Сингл без альбому |
| 2017                                        | «Крыса-ревность»                             | —                       | —                       | —                       | —                       | —                       |                    | Сингл без альбому |
| 2017                                        | «Парень»                                     | 17                      | —                       | 4                       | —                       | —                       |                    | Сингл без альбому |
| 2018                                        | «Лети»                                       | —                       | —                       | 38                      | —                       | —                       |                    | Гоголь. Вий       |
| 2018                                        | «Superstar»                                  | 40                      | —                       | 8                       | —                       | —                       |                    | Сингл без альбому |
| 2018                                        | «Instadrama»                                 | 19                      | —                       | 10                      | —                       | —                       |                    | Сингл без альбому |
| 2019                                        | «Последний герой»                            | —                       | —                       | —                       | —                       | —                       |                    | Сингл без альбому |
| 2019                                        | «Пуля-дура»                                  | 11                      | —                       | 8                       | —                       | —                       |                    | Сингл без альбому |
| 2019                                        | «Живи спокойно, страна»                      | —                       | —                       | —                       | —                       | —                       |                    | Сингл без альбому |
| 2019                                        | «В зоне риска»                               | 85                      | —                       | 40                      | —                       | —                       |                    | Sold out          |
| 2019                                        | «Новый Рим»                                  | 32                      | —                       | 67                      | —                       | —                       |                    | Sold out          |
| 2019                                        | «Мира мало»                                  | 19                      | —                       | 24                      | —                       | —                       |                    | Сингл без альбому |
| 2020                                        | «Мой»                                        | 34                      | —                       | 28                      | —                       | —                       |                    | Сингл без альбому |
| 2020                                        | «Boom Boom» (за участю Pharaoh)              | 28                      | —                       | —                       | —                       | —                       | - МФФІ: Платиновий | Сингл без альбому |
| 2020                                        | «Moloko»                                     | 43                      | —                       | 35                      | —                       | —                       | - МФФІ: Платиновий | Сингл без альбому |
| 2021                                        | «Родной»                                     | 19                      | —                       | 10                      | —                       | —                       |                    | Сингл без альбому |
| 2021                                        | «Moloko» (Remake)                            | —                       | —                       | —                       | —                       | —                       |                    | Сингл без альбому |
| 2021                                        | «Allo»                                       | 23                      | —                       | 17                      | —                       | —                       |                    | Сингл без альбому |
| 2021                                        | «Indie Rock (Vogue)» UA                      | —                       | —                       | —                       | —                       | —                       |                    | Сингл без альбому |
| 2021                                        | «Indie Rock (Vogue)» RU                      | —                       | —                       | —                       | —                       | —                       |                    | Сингл без альбому |
| 2021                                        | «Малыш»                                      | —                       | —                       | —                       | —                       | —                       |                    | 13 друзей Билана  |
| 2021                                        | «Americano»                                  | 32                      | —                       | —                       | 91                      | —                       |                    | Сингл без альбому |
| «—» позначає, що сингл не потрапив до чарту |                                              |                         |                         |                         |                         |                         |                    |                   |

### Саундтреки
| Рік  | Пісня             | Кіноробота       | Режисер(-ка)        | Дж.    |
| ---- | ----------------- | ---------------- | ------------------- | ------ |
| 2014 | «Спасибо»         | «Дворняжка Ляля» | Дмитро Гольдман     | [ 10 ] |
| 2018 | «Лети»            | «Гоголь. Вій»    | Єгор Баранов        | [ 11 ] |
| 2019 | «Последний герой» | «Останній герой» | Дмитро Васильєв     | [ 12 ] |
| 2021 | «Всё пройдет»     | «Щастить»        | Володимир Щегольков | [ 13 ] |